# ام‌تی‌یو ارو انجینز
 ام‌تی‌یو اِرو انجینز آگ یک شرکت آلمانی است که در زمینه طراحی، توسعهٔ فناوری و تولید توربین گازی و موتور هواگرد فعال است. ام‌تی‌یو توسعه، تولید و پشتیبانی خدماتی را برای موتورهای هواپیمایی نظامی و مسافری فراهم می‌کند. این شرکت پیش‌تر به‌عنوان ام‌تی‌یو مونشن شناخته شده بود. این شرکت در قالب سرمایه‌گذاری مشترک با پرت اند ویتنی ایالات متحده و یک شرکت ژاپنی، شرکت اینترنشنال ارو انجینز را شکل داده، و به تولید موتورهای هواگرد مشترک می‌پردازد.